# Montrose (banda)
Montrose fue una banda estadounidense de hard rock formada en 1973 por el guitarrista Ronnie Montrose, quien había trabajado anteriormente como músico de sesión. La formación original de la agrupación incluía al cantante Sammy Hagar, quien más tarde tuvo más éxito como solista y como miembro de Van Halen. Completaban el cuarteto original el bajista Bill Church y el baterista Denny Carmassi. La banda tuvo un éxito y una popularidad modestos antes de disolverse a principios de 1977. Su álbum de debut de 1973, Montrose, se cita a menudo como «la respuesta americana a Led Zeppelin».

## Músicos
- Ronnie Montrose – guitarra (1973–1977, 1987)
- Denny Carmassi – batería (1973–1977)
- Sammy Hagar – voz (1973–1975)
- Bill Church – bajo (1973–1974)
- Alan Fitzgerald – bajo (1974–1976)
- Bob James – voz (1975–1977)
- Jim Alcivar – teclados (1975–1977)
- Randy Jo Hobbs – bajo (1976)
- Glenn Letsch – bajo (1987)
- Johnny Edwards – voz (1987)
- James Kottak – batería (1987)

## Discografía

### Estudio
| Año  | Álbum                           | EE. UU. | Certificación      |
| ---- | ------------------------------- | ------- | ------------------ |
| 1973 | Montrose                        | 133     | - EE. UU.: Platino |
| 1974 | Paper Money                     | 65      |                    |
| 1975 | Warner Bros. Presents Montrose! | 79      |                    |
| 1976 | Jump on It                      | 118     |                    |
| 1987 | Mean                            | 165     |                    |

### Recopilatorios
- The Very Best of Montrose (2000)
- An Introduction to: Montrose (2019)

### Sencillos
- "Rock the Nation" (1973)
- "Bad Motor Scooter" (UK, 1974)
- "Space Station Number 5" (1974)
- "Paper Money" (1974)
- "Connection" (1975)
- "I Got the Fire" (1975)
- "Matriarch" (1975)
- "Music Man" (1976)
- "Jump on it" (1976)
- "Let's Go" (1977)
- "Space Station Number 5" (1980) No. 71 UK[5]